# Urška Repušič
Urška Repušič, slovenska športna plezalka, * 5. junij 2000, Rače.
Največji uspeh v karieri je dosegla z osvojitvijo naslova evropske prvakinje v balvanih leta 2019 v Zakopanih. Leta 2018 je dosegla svojo najvišjo uvrstitev v skupnem seštevku svetovnega pokala s 27. mestom v kombinaciji in 29. mestom v seštevku balvanov.